# 新西蘭優先

紐西蘭優先至2017年以前的標誌

紐西蘭優先（英語：New Zealand First）是新西兰的一个民粹主义政党，成立于1993年大选前夕。由原新西兰国家党资深成员温斯顿·彼特斯成立并担任领袖至今。限制移民是该党重要的政策之一。

## 與國家黨聯合執政：1996－1998
紐西蘭1996年大選改行聯立制，終結過去兩黨制單選區制的選舉制度後，優先黨成為第三大黨，其後加入國家黨領導的聯合政府。1998年，因與國家黨政府產生分歧，该党退出聯合政府。

## 反對黨時期：1998－2005
1998－2005年期間，優先黨作為反對黨。在此期间，彼特斯站在工黨一側，並經常批評及反對國家黨的移民及經濟政策。

## 支持工黨領導的聯合政府：2005－2008
2005－2008年，加入纽西兰工党領導的聯合政府，温斯顿·彼特斯擔任外交大臣。雖然该党支持工黨領導的聯合政府，但並沒有完全加入，而是在閣外支持聯合政府，彼特斯亦無需完全要出席內閣會議。

## 反對黨時期：2008－2017
2008年紐西蘭大選，優先黨得票小於5%，失去所有席位。2011年紐西蘭大選后，该党重返議會，取得7席。作為反對黨時期，该党站在工黨一側，反對國家黨的移民及經濟政策。優先黨在2014年紐西蘭大選取得议会11个议席。
2015年，温斯顿·彼特斯勝出補選，取得國家黨原有的單一選區席次，優先黨的議席增至12席。

## 加入工黨領導的聯合政府：2017年—2020
2017年紐西蘭大選，優先黨的議席由12席減至9席，但因國家黨領導的聯合政府失去多數優勢，其他小黨失去议会席位，该党作為议会第三大黨，享有選擇加入工黨或國家黨領導的聯合政府的選擇權利，不論是加入國家黨領導的聯合政府，還是加入獲綠黨在閣外支持、由工黨領導的聯合政府。10月26日，經過一個月分別與國家黨及工黨進行組閣談判後，擁有9席的紐西蘭優先決定加入工党領導的聯合政府，並結束國家黨9年的執政時期。黨魁彼特斯再次出任紐西蘭副總理及外交大臣。

## 2020年大选
2020年紐西蘭大選，优先党得票仅有2.6%，再次失去所有席位。温斯顿·彼特斯表示会继续领导该党。

## 加入國家黨領導的聯合政府：2023年—
2023年紐西蘭大選，优先党得票6.46%，獲得8個席位。加入纽西兰國家党領導的聯合政府，温斯顿·彼特斯第三度出任紐西蘭副總理及外交大臣。